# De Beurs (Harlingen)
De Beurs is een voormalig hotel aan de Noorderhaven in Harlingen in de Nederlandse provincie Friesland. Het is een breed pand uit circa 1870, opgetrokken in neoclassicistische vormen.